# John Mix Stanley

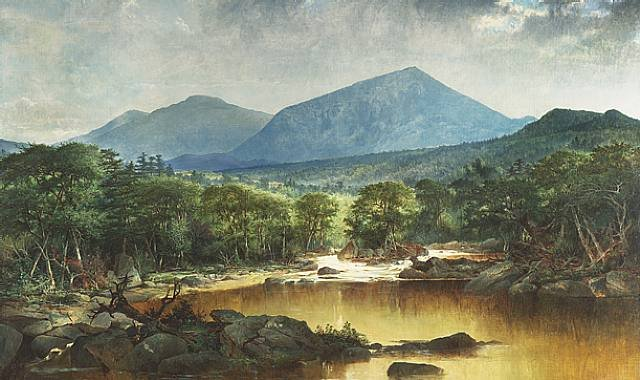
Rzeka w górach, ok. 1840

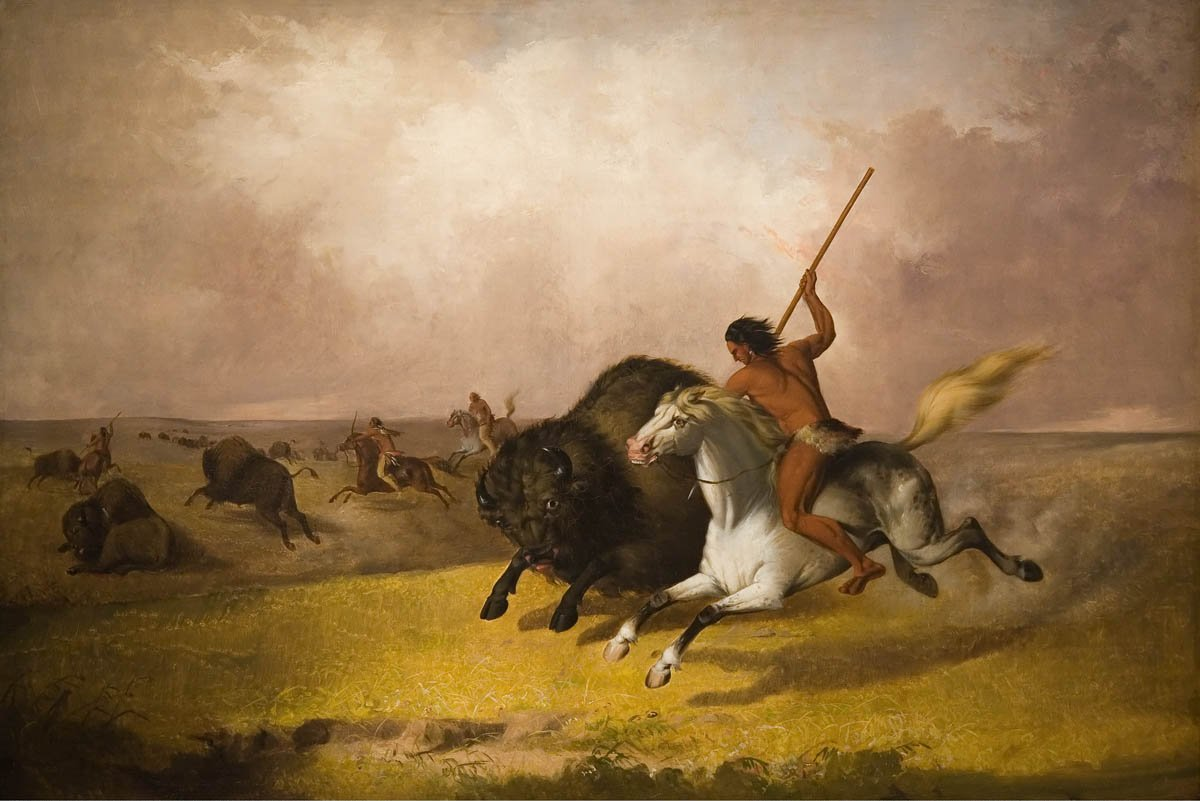
Polowanie na bizony, ok. 1845

John Mix Stanley (ur. 17 stycznia 1814, zm. 10 kwietnia 1872) – amerykański malarz portrecista i pejzażysta.
Urodził się w Canandaigua w stanie Nowy Jork, dorastał w Naples i Buffalo. W 1834 przeniósł się do Detroit, gdzie pracował jako malarz portretów i szyldów. Rok później podjął studia w Filadelfii pod kierunkiem malarza portrecisty Jamesa Bowmana (1793–1842), z którym założył studio w Chicago w 1838 roku. Od 1839 był wędrownym malarzem portrecistą, podróżował z Nowego Jorku do Minnesoty, pracował głównie w Wisconsin i Illinois. W tym czasie namalował swoją pierwszą pracę poświęconą Indianom.
Po wybuchu wojny amerykańsko-meksykańskiej w 1845 wziął udział w ekspedycji pułkownika Stephena Wattsa Kearneya do Kalifornii jako członek korpusu topograficznego inżynierów. W 1848 podróżował po Hawajach, gdzie malował portrety członków rodziny królewskiej. W 1853 odbył podróż na Przesmyk Panamski, wielokrotnie odwiedzał terytoria Indian (m.in. Komanczów w 1844), malował ich portrety, życie codzienne i polowania. W 1864 osiadł na stałe w Detroit, gdzie zmarł w 1872.
Znaczna część dorobku artysty (ponad 200 obrazów) uległa zniszczeniu w wyniku trzech pożarów w Smithsonian Institution i Barnum's American Museum w Nowym Jorku w 1865 i w studio Stanleya w Detroit w 1872.

### Literatura dodatkowa
- Kinietz, William Vernon, John Mix Stanley and his Indian paintings, Ann Arbor, University of Michigan Press, 1942.
- Robert Taft, Artists and Illustrators of the Old West, 1850-1900, New York, Charles Scribner's Sons, 1953.